# Belmonte Calabro
Pour les articles homonymes, voir Belmonte.
Belmonte Calabro est une commune de la province de Cosenza, dans la région de Calabre, en Italie.

## Géographie

### Orographie
La montagne la plus haute dans le territoire de Belmonte est Cozzo Serralto (1 129 m d'altitude). Un autre sommet qui dépasse 1 000 m est Pietra del Corvo (1 038 m d'altitude).

### Cours d'eau
Dans le territoire, il y a seulement des ruisseaux qui deviennent des torrents en hiver. Le seul qui a un débit presque régulier, bien que modeste, est le Verre.

## Histoire
Le village fut fondé au XIIIe siècle par les Angevins quand le maréchal Dragone de Beaumont fit construire un château sur la colline de Belmonte. Belmonte fut une principauté  sous la seigneurie des Ravaschieri, des Pinelli et des Pignatelli. Les princes de Belmonte avaient aussi le droit de frapper monnaie. Autour du château, on bâtit des habitations qui peu de temps après formèrent un petit village qui fut appelé San Bonaventura. Le village s'agrandit  sous le règne de Charles d'Anjou et d'abord fit partie d'Amantea. Ensuite quand on le céda en fief à un certain Pietro Salvacossa ou Salvacoscia, il devint autonome et prit le nom de Belmonte. En 1345 la reine Jeanne Ire de Naples confirma son autonomie en établissant ses limites. Depuis 1443 jusqu'à 1578, le territoire fut sous le domaine de la famille Di Tarsia.

## Étymologie
Le nom du village dériverait du nom du maréchal du règne de Naples, Drogone de Beaumont[réf. nécessaire], qui en 1270 fit construire le château. 
Selon d'autres sources[Lesquelles ?], le nom vient de beau mont en relation au site du village qui domine toute la vallée. L'adjectif calabro le distingue des autres communes italiennes du même nom.

## Monuments
Églises
- Collegiata di Santa Maria Assunta.

La Collegiata  fut construite en 1586 par Carlo Ravaschieri.
Le clocher fut reconstruit en 1908 après le tremblement de terre.
- Chiesa dell'Immacolata Concezione.

L'église fut fondée en 1622.
À l'intérieur on peut admirer de belles fresques du XVIIe siècle.
- Convento e Chiesa del Carmine.

Le couvent fut fondé par les pères carmelites en 1562.
- Convento e Chiesa dei Cappuccini.

Le couvent fut construit entre 1608-1611.
- Chiesa dell'Annunziata.

L'église fut construite (1490) sur le site d'un temple païen.
Palais
- Palazzo Ravaschieri, della Torre ; bâti entre 1639-1640.
- Palazzo del Rivellino, bâti en 1627.
- Palazzo Barone-Del Giudice, bâti au XVIIIe siècle.
- Palazzo Pignatelli, bâti au début du XVIIIe siècle.

Autres
- Castello di Belmonte Calabro, bâti en 1271 environ. C'est le château autour duquel prit naissance la vie du village avec quatre tours et des murs d'enceinte. Aujourd'hui il n'existe plus et dans une partie de son site, on a construit la bibliothèque et le musée de la civilisation paysanne.
- Monument à Michele Bianchi bâti entre 1930 et 1932.

## Personnalités
- Galeazzo di Tarsia (Naples 1520 - Belmonte Calabro 1553), poète, seigneur féodal.
- Padre Giacinto da Belmonte (Belmonte Calabro 1839 - Acri 1899), religieux  capucin.
- Michele Bianchi (Belmonte Calabro 1889 - Rome 1930), ministre des Travaux publics dans la période fasciste.

## Fêtes, foires
- San Francesco di Paola  (2 avril)
- San Bonaventura (15 juillet)
- L'Assomption (15 août)
- Fête des pâtes (ziti) et de la viande de brebis.
- Fête du tomate et de la bruschetta (première semaine du mois d'août à Santa Barbara).

## Administration
| Période                                  | Période  | Identité         | Étiquette | Qualité |
| ---------------------------------------- | -------- | ---------------- | --------- | ------- |
| 30 mai 2006                              | En cours | Luigi Provenzano | Civica    |         |
| Les données manquantes sont à compléter. |          |                  |           |         |

### Hameaux
Annunziata, Vadi, Marina, Santa Barbara, Salice, Spineto, Parte, Campo di Mare, Petrone, Piane

### Communes limitrophes
Amantea, Lago, Longobardi, Mendicino, San Pietro in Amantea